# Cadre-71/2-Europameisterschaft 1964

Logo CEB (ausrichtender Verband)

Veranstaltungsort: Spa

Die Cadre-71/2-Europameisterschaft 1964 war das 19. Turnier in dieser Disziplin des Karambolagebillards und fand vom 30. April bis zum 4. Mai 1964 in Spa statt. Es war die sechste Cadre-71/2-Europameisterschaft in Belgien.

## Geschichte
Mit einer Überraschung endete die Europameisterschaft in Spa. Der große Favorit und Titelverteidiger Raymond Ceulemans wurde ungeschlagen Zweiter des Turniers. Der Spanier  José Gálvez wurde Sieger mit nur einer unentschiedenen Partie gegen Ceulemans. Hierbei erzielte der Spanier im Nachstoß mit 22 Punkten den Ausgleich. Da Ceulemans auch gegen Tini Wijnen, der seine ersten drei Partien verloren hatte, in der vierten Runde Unentschieden spielte, war Galvez der verdiente Sieger. Für Walter Lütgehetmann, der in Spa seine letzte Cadre 71/2-EM spielte, blieb nach Niederlagen gegen Galvez und Ceulemans am Ende Platz drei. Damit gewann Lütgehetmann seine achte EM-Medaille im Cadre 71/2. Raymond Ceulemans verbesserte in diesem Turnier den Europarekord im Generaldurchschnitt (GD), seit 1958 gehalten von Lütgehetmann, auf 33,33.

## Turniermodus
Hier wurde im Round Robin System bis 300 Punkte gespielt. Es wurde mit Nachstoß gespielt. Damit waren Unentschieden möglich.
Bei MP-Gleichstand (außer bei Punktgleichstand beim Sieger) wird in folgender Reihenfolge gewertet:
1. MP = Matchpunkte
2. GD = Generaldurchschnitt
3. HS = Höchstserie

## Abschlusstabelle

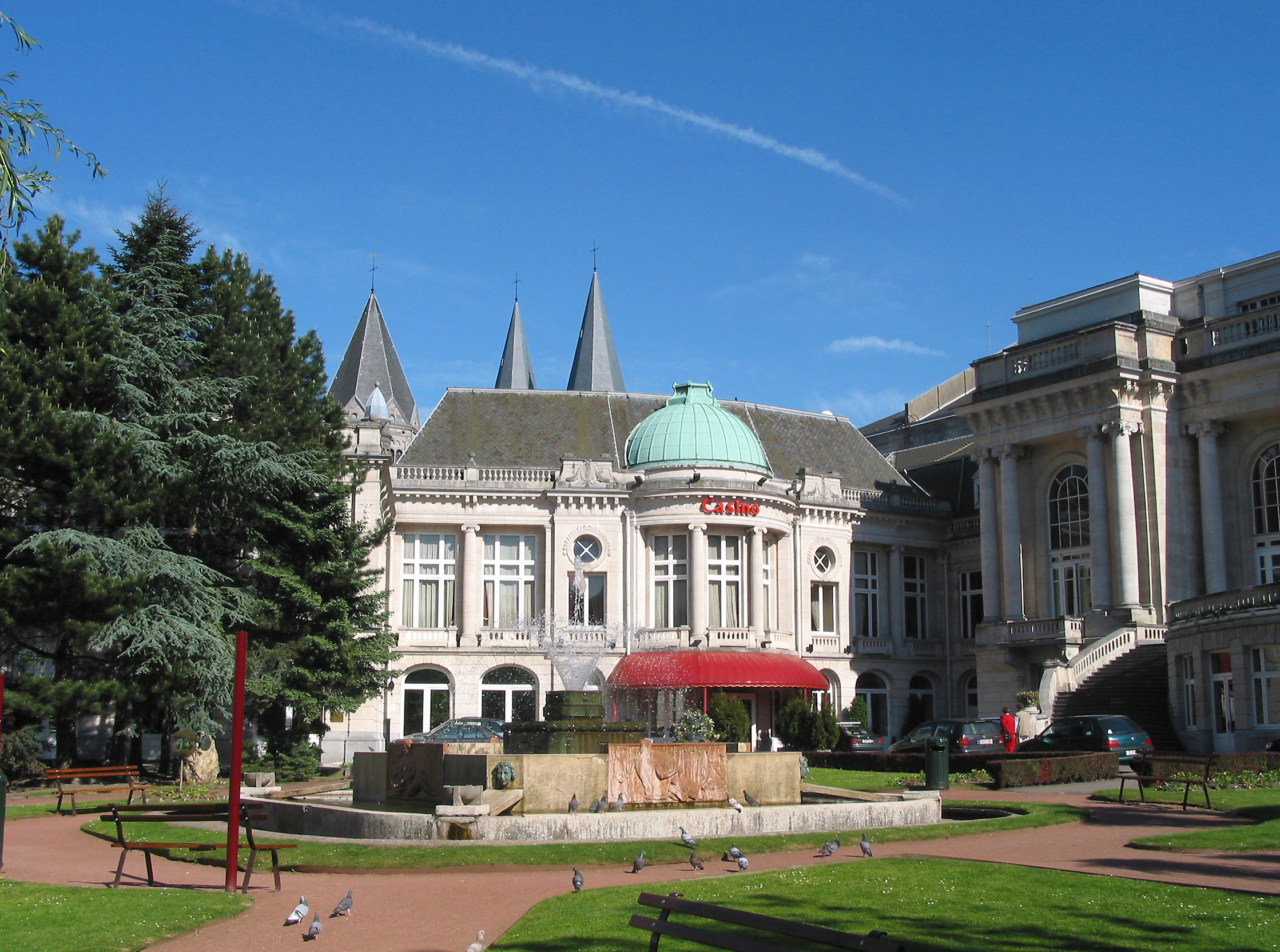
Casino Spa

| MP    | Match Points (Sieger = 2; Unentschieden = 1; Verlierer = 0) |
| Pkte. | Erzielte Karambolagen                                       |
| Aufn. | Benötigte Versuche                                          |
| GD    | Generaldurchschnitt                                         |
| BED   | Bester Einzeldurchschnitt eines Spielers                    |
| HS    | Höchstserie                                                 |
|       | Bester GD des Turniers                                      |
|       | Bester ED des Turniers                                      |
|       | Beste HS des Turniers                                       |
|       | 1. Platz (Gold)                                             |
|       | 2. Platz (Silber)                                           |
|       | 3. Platz (Bronze)                                           |

| Platz                      | Name                 | MP   | Pkte. | Aufn. | GD    | BED   | HS  |
| -------------------------- | -------------------- | ---- | ----- | ----- | ----- | ----- | --- |
| 1                          | José Gálvez          | 13:1 | 2100  | 109   | 19,26 | 42,85 | 159 |
| 2                          | Raymond Ceulemans    | 12:2 | 2100  | 63    | 33,33 | 42,85 | 179 |
| 3                          | Walter Lütgehetmann  | 10:4 | 1895  | 109   | 17,38 | 42,85 | 158 |
| 4                          | Tini Wijnen          | 7:7  | 1829  | 88    | 20,78 | 37,50 | 176 |
| 5                          | Piet van de Pol      | 6:8  | 1635  | 118   | 13,85 | 15,78 | 89  |
| 6                          | John van den Branden | 4:10 | 1362  | 85    | 16,02 | 50,00 | 103 |
| 7                          | Jean Galmiche        | 4:10 | 1424  | 123   | 11,57 | 14,28 | 90  |
| 8                          | André Burgner        | 0:14 | 1214  | 123   | 9,86  | –     | 99  |
| Turnierdurchschnitt: 16,57 |                      |      |       |       |       |       |     |